# Kopa nad Wrotami
Kopa nad Wrotami (słow. Kopa nad Chałubińského bránou, Smrečinská veža, niem. Chałubiński-Koppe, węg. Chałubiński-hát, 2075 m n.p.m.) – turnia w grani głównej Tatr pomiędzy Wrotami Chałubińskiego (2022 m) na zachodzie, a Szczerbiną nad Wrotami (ok. 2050 m) na wschodzie. Jest skalista, miejscami ma strome ściany i długą, łagodnie nachyloną grań, na zachodzie opadającą uskokiem do Wrót Chałubińskiego. Podobna jest do pobliskiej Ciemnosmreczyńskiej Turni; obydwie mają większą szerokość, niż wysokość.
Ściana północno-wschodnia opada do Doliny za Mnichem. Ma szerokość około 160 m, wysokość ok. 110 m po prawej i 100 m po lewej stronie. Od prawej strony ogranicza ją żleb opadający z Wrót Chałubińskiego, od lewej kominek podchodzący pod Szczerbinę nad Wrotami. Na południowy zachód, do Doliny Ciemnosmreczyńskiej Kopa nad Wrotami opada ścianą o wysokości około 70 m, z obydwu stron ograniczoną żlebami spadającymi z przełęczy po obydwu stronach turni. Dolna część tej ściany o wysokości około 30 m jest skalista, górną tworzy pas skałek przegrodzonych trawnikami.

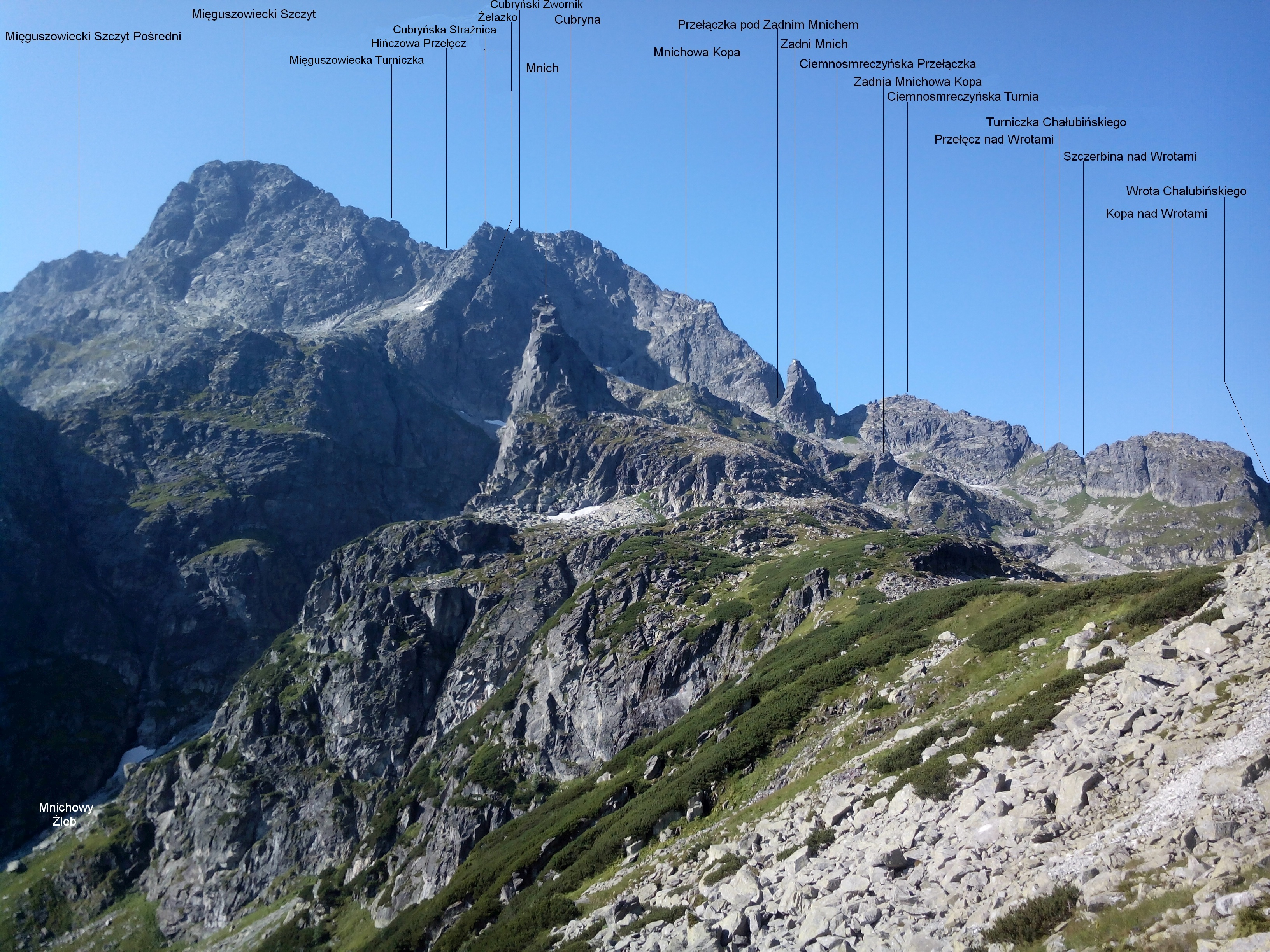
Odcinek grani głównej od północy

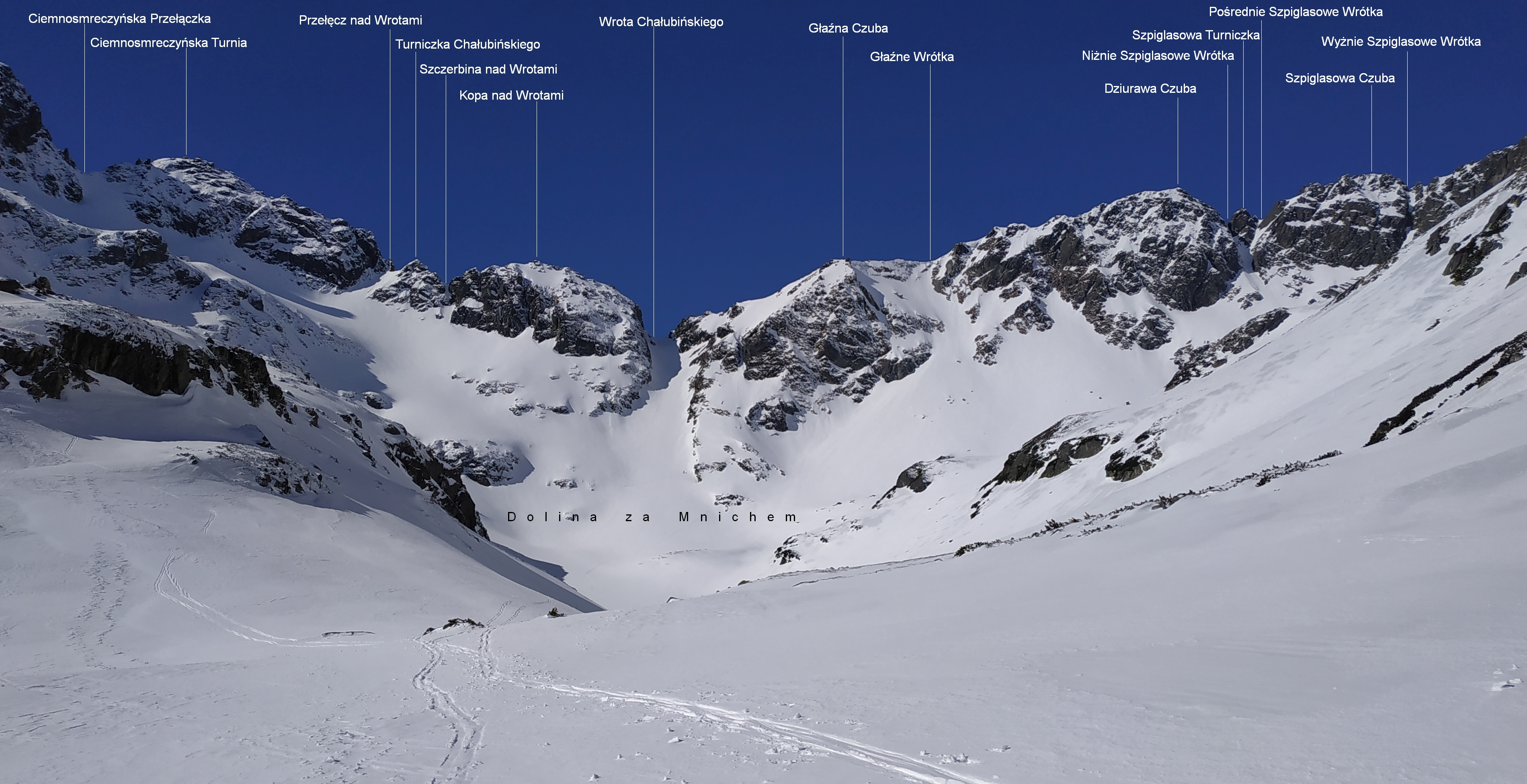
Widok z północnego wschodu

## Historia zdobycia
Pierwsze odnotowane wejścia:
- latem – Stefan Komornicki, Jerzy Żuławski i przewodnik Józef Gąsienica Tomków, 7 września 1908 r.,
- zimą – Zofia Radwańska-Kuleszyna, Tadeusz Aleksander Pawłowski, 2 stycznia 1937 r.[4]

## Drogi wspinaczkowe
Przez Kopę nad Wrotami nie prowadzi żaden szlak turystyczny, znajduje się ona jednak w rejonie udostępnionym do wspinaczki dla taterników. Drogi wspinaczkowe:
- w grani głównej:
  - Północno-zachodnią granią, przez uskok; III w skali tatrzańskiej, 30 min,
  - Z Wrót Chałubińskiego z ominięciem uskoku; II, 15 min,
  - Południowo-wschodnią granią, z Przełęczy nad Wrotami, I lub II (zależnie od wariantu), 15 min[3]
- w ścianie północno-wschodniej (Dolina za Mnichem):
  - Środkową częścią północno-wschodniej ściany; I, 15 min,
  - Prawym skrajem północno-wschodniej ściany; II, 30 min,
  - Prawym kominem; VI, A2, 2 godz. 30 min,
  - Gdańska Popelina; VI-/VI, 1 godz 30 min,
  - Środkową częścią ściany; V-, 1 godz.,
  - Środkowym kominem; VI, 1 godz 30 min,
  - Lewym kominem, V, 1 godz 30 min,
- W ścianie południowo-zachodniej (Dolina Ciemnosmreczyńska):
  - Prawym żebrem; III, 15 min,
  - Środkową rynną; II, 15 min
  - Środkiem ściany; III–IV, 30 min[3].